# Hotel U Beránka
Hotel U Beránka (též hotel Beránek) je secesní budova hotelu a městského divadla, vybudovaná v letech 1912–1914 na Masarykově náměstí v Náchodě.

## Historie
V roce 1889 zakoupilo město Náchod na severní straně Masarykova náměstí hostinec U Zlatého Beránka a nechalo jej přestavět na divadelní a společenský sál, který byl otevřen v roce 1892. Název byl používán asi do roku 1910, kdy se ustálila zkrácená podoba U Beránka. Budova nebyla nájemcem adekvátně udržována a městská rada musela na počátku 20. století rozhodnout, zda objekt kvůli bezpečnostním rizikům kompletně rekonstruuje, nebo zcela zbourá. V roce 1909 vznikl návrh na přestavbu stávajícího objektu, nakonec ale byla v roce 1911 vypsána architektonická soutěž na novou stavbu, stará stavba byla demolována a společně s ní i sousední hotel Letzel – pro novostavbu tak byla připravena rozšířená parcela.
I přes protesty obyvatel, kteří se obávali přílišné nákladnosti projektu a zadlužení města, byla v roce 1912 zahájena stavba podle architektonického návrhu Aloise Čenského, jako realizátoři byli vybráni stavitelé z blízkého Hradce Králové: Josef Novotný, Josef Fňouk a František Černý. K otevření kavárny a restaurace došlo v únoru 1914, k zahájení provozu divadla pak na konci dubna téhož roku.
Po úmrtí starosty JUDr. Josefa Čížka, během jehož funkčního období byl záměr stavby secesního divadla realizován, bylo v roce 1934 divadlo přejmenováno na Městské divadlo Dr. Josefa Čížka. V roce 1926 pobýval s hotelu v tzv. prezidentském apartmá T. G. Masaryk, v roce 2011 pak Václav Havel, který byl v hotelu ubytován s celým natáčecím štábem filmu Odcházení.
Od roku 1958 je budova chráněnou kulturní památkou. V letech 1989–1994 prošla kompletní rekonstrukcí a rozšířením, a to podle architektonického návrhu Martina Sedláka.
V současné době (2020) budova stále slouží jako hotel a divadlo.

## Architektura

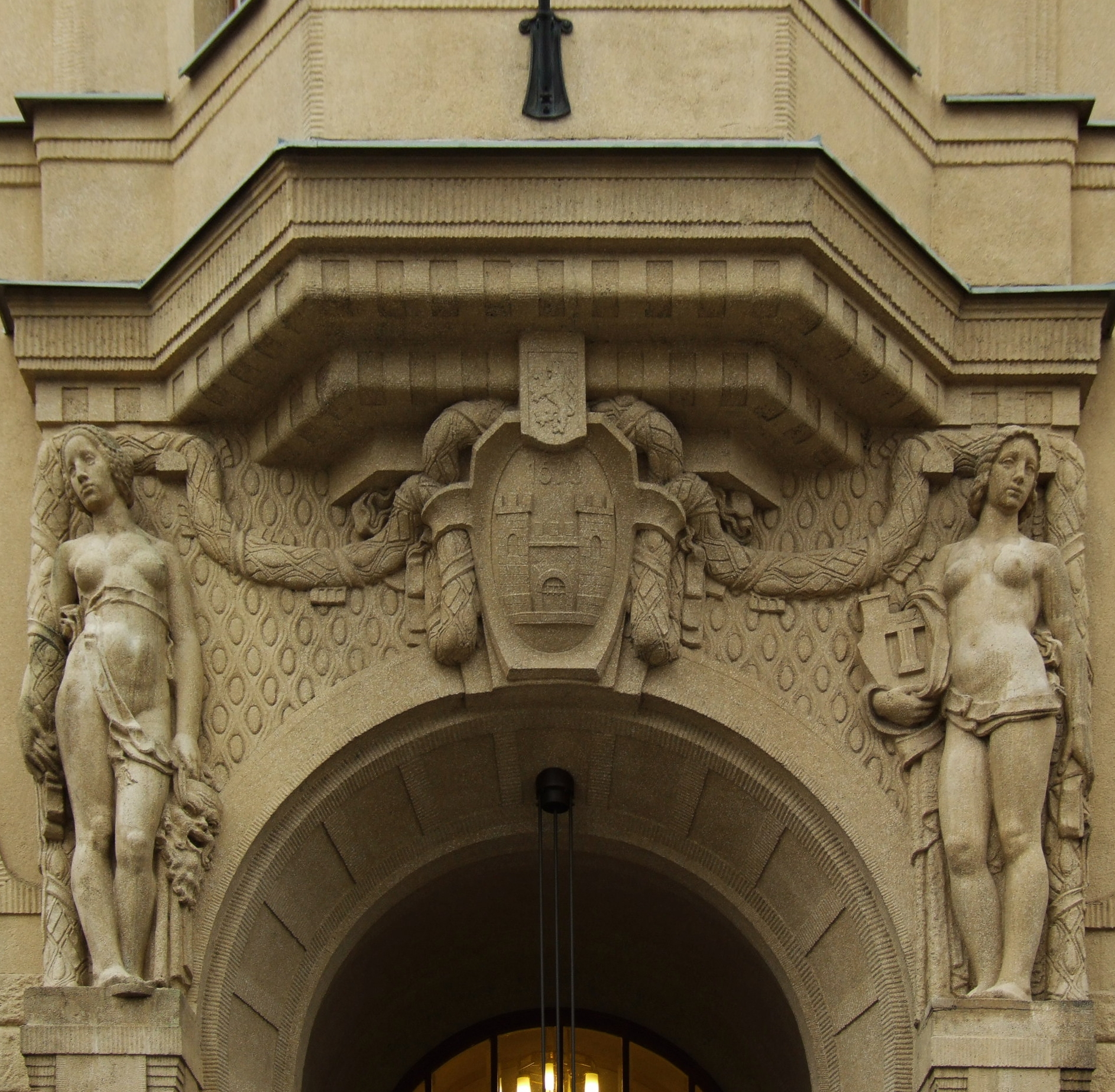
Alegorické sochy vedle vstupního portálu

Secesní budova má velmi členitý půdorys a je zasazena do svahu stoupajícího směrem k zámku Náchod. Budova má asi 1 metr vysokou žulovou bosovanou podezdívku, omítku hlavního průčelí z umělého kamene a je završena mansardovou střechou. V průčelí zaujme excentricky umístěný arkýř přes dvě podlaží a nahoře dva obloučkové štíty. I vstupní portál je umístěn asymetricky, společně s arkýřem. V horní části portálu jsou umístěny dvě sochy, alegorie divadla (s maskou) a hudby (s lyrou), nad portálem pak je městský znak. Pod římsou prvního patra jsou nápisy „HOTEL U BERÁNKA“ a „KAVÁRNA A RESTAURACE“, nad trojdílným oknem v pravém štítu červenobílá mozaika s nápisem „MĚSTSKÉ DIVADLO DR. J. ČÍŽKA“. Pod oknem v levém štítu je reliéf ležícího beránka.
Velmi cenná je umělecká výzdoba budovy. Sochařskou a štukatérskou výzdobu provedl sochař Josef Pekárek, velký sál vymaloval Karel Ludvík Klusáček, malý sál pak malíř Josef Wenig. Podobu tzv. Lidové restaurace navrhl malíř Láďa Novák. Do jeviště byla zavěšena opona Mikoláše Alše. Autory kovových prvků (zábradlí) byli královéhradeční umělečtí kováři Jan Rabas a Ilja Radulovič.